# Deal or No Deal (álbum)
Deal or No Deal es el tercer álbum de estudio del rapero Wiz Khalifa. Fue lanzado el 24 de noviembre de 2009 por Rostrum Records. El álbum contiene su primer y único sencillo "This Plane". El álbum vendió 5900 copias en su primera semana. Hasta la fecha, el álbum ha vendido 167.000 copias +. ventas Soundscan.

## Lista de canciones
| N.º | Título                                              | Productor(es)                      | Duración |  |
| 1.  | «Bout Y'all» (featuring Josh Everette)              | Josh Everette, Eric Dan            | 4:00     |  |
| 2.  | «Chewy»                                             | Josh Everette, Eric Dan            | 3:09     |  |
| 3.  | «Friendly» (featuring Curren$y)                     | Monsta Beatz                       | 3:25     |  |
| 4.  | «Goodbye» (featuring Johnny Juliano)                | Johnny Juliano                     | 3:14     |  |
| 5.  | «Hit tha Flo»                                       | Eric Dan                           | 3:02     |  |
| 6.  | «Lose Control»                                      | Josh Everette, Eric Dan            | 3:34     |  |
| 7.  | «Moola & the Guap» (featuring Lavish & L.C.)        | Sledgren                           | 4:32     |  |
| 8.  | «Studio Lovin'»                                     | Johnny Juliano                     | 4:19     |  |
| 9.  | «Right Here» (featuring Josh Everette)              | Sledgren                           | 4:14     |  |
| 10. | «Red Carpet (Like a Movie)» (featuring Chevy Woods) | Ryan Tedder, Andrew "Drew" Clifton | 3:34     |  |
| 11. | «Superstar»                                         | Johnny Juliano                     | 3:22     |  |
| 12. | «Take Away»                                         | Big Jerm                           | 3:21     |  |
| 13. | «This Plane»                                        | Eric Dan                           | 3:16     |  |
| 14. | «Who I Am»                                          | Sledgren, Exchange Student (co.)   | 3:31     |  |
| 15. | «Young Boy Talk»                                    | Sledgren                           | 3:23     |  |

## Posicionamiento
| Listas (2010)                       | Posición máxima |
| ----------------------------------- | --------------- |
| US Billboard Top R&B/Hip-Hop Albums | 25              |
| US Billboard Top Rap Albums         | 10              |

US Billboard 200 #148